# زرنجانین
زرنیانین (به صربی: Зрењанин)- تلفظ: zrenyanin سومین شهر بزرگ ویوودینا پس از نووی ساد و سوبوتیتسا است. این شهر در استان خودمختار وویوودینا کشور صربستان واقع شده و جمعیت این شهر در سال ۲۰۰۶ میلادی ۷۷٫۵۶۲ نفر بوده‌است. از جاذبه های دیدنی این شهر می توان به حمام های ترکی بازمانده از دوران عثمانی اشاره کرد

## جستارهای وابسته

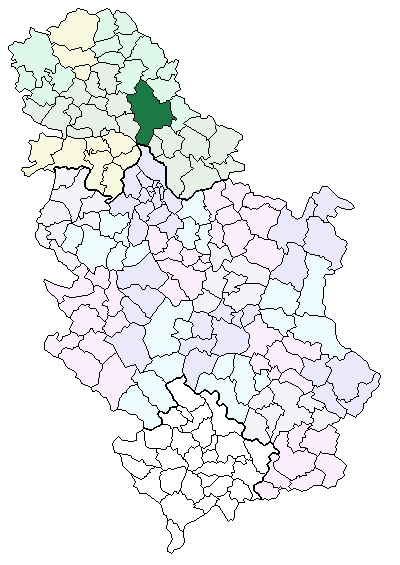